# Noordeinde 66

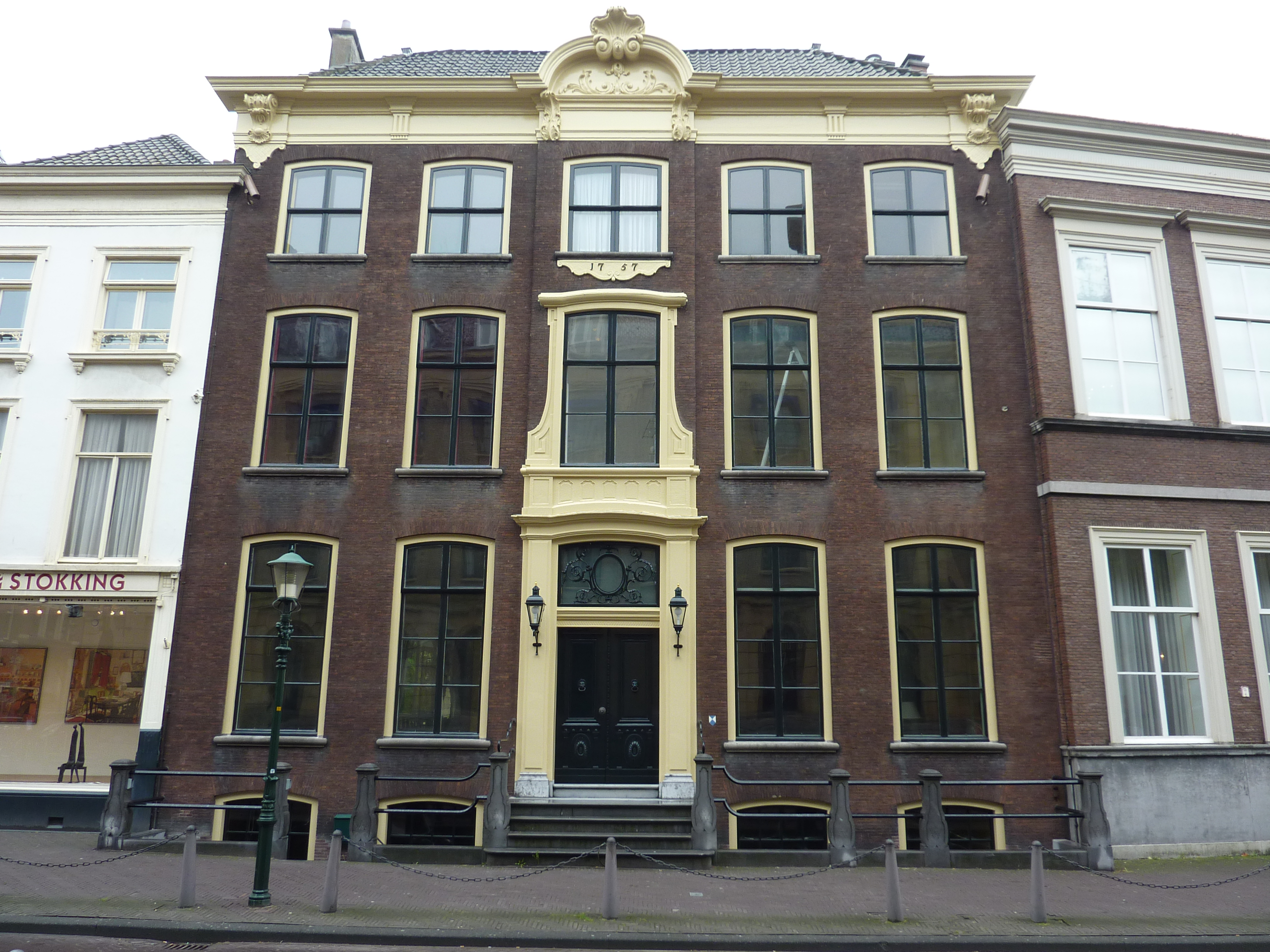
Noordeinde 66 (2010)

Noordeinde 66 te Den Haag is een pand dat eigendom is van het Nederlandse Rijksvastgoedbedrijf. Het ligt naast Paleis Noordeinde en is als pied-à-terre en secretariaat beschikbaar gesteld aan prinses Beatrix der Nederlanden. Het woonoppervlak is 640 vierkante meter. Van 1995 tot 2003 was het de woning van kroonprins Willem-Alexander der Nederlanden en vanaf zijn huwelijk in 2002 ook van zijn echtgenote prinses Máxima.
Het uit 1757 daterende pand bestaat uit een kelder, twee hoge bouwlagen en een gedrukte bouwlaag onder een pannendak. De bakstenen voorgevel heeft een versierde ingang met kuifstuk en bevat een houten kroonlijst met consoles in de stijl van Lodewijk XV. De interieurs en trap zijn in empire- en Lodewijk XV-stijl.
De opdracht voor de bouw werd gegeven door Willem Robert Schieffel. Het is gebouwd op de fundamenten van een huis uit de zestiende of begin zeventiende eeuw, dat door hem als belegging voor 7100 gulden op een veiling gekocht werd. Het pand werd door Schieffel verhuurd aan personen die betrokken waren bij het landsbestuur. De laatste huurder was Willem Frederik baron Röell, minister van Binnenlandse Zaken onder koning Lodewijk Napoleon.
Daarna was het gebouw achtereenvolgens in bezit van Marinus de Jonge van Ellemeet, burgemeester van Sint-Maartensdijk; Jacobus Leonardus Mersen Senn van Bazel, een rentenier, en Jan Heemskerk Azn., die meerdere malen minister van Binnenlandse Zaken was.
In 1898 werd het pand gekocht door koningin-moeder Emma en sindsdien was het in bezit van de Nederlandse koninklijke familie. In 1993 verkocht prinses Juliana der Nederlanden het pand aan haar kleinzoon Willem-Alexander voor 750.000 gulden, omgerekend ongeveer 340.000 euro. Deze liet het grondig renoveren en had er zijn privévertrekken op de eerste verdieping. Op de begane grond was zijn secretariaat. In 2008 verkocht hij het aan de Rijksgebouwendienst voor 3,25 miljoen euro. Op 1 juli 2014 ging de Rijksgebouwendienst op in het Rijksvastgoedbedrijf. 
In 2013-2014 werd het pand verbouwd om het gereed te maken voor het verblijf en de werkzaamheden van prinses Beatrix. De kosten kwamen uit op 3,7 miljoen euro, exclusief die voor de beveiliging. Onder meer werd een lift geplaatst.